# Sekigahara (vila)
Sekigahara (関ケ原町, Sekigahara-chō) é uma cidade rural japonesa localizada no Distrito de Fuwa, Prefeitura de Gifu. Em 1 de abril de 2018, a cidade tinha uma população estimada de 7183 habitantes divididos em 2729 famílias, com uma densidade populacional de 145,75 pessoas/km². A área total é de 49,28km².

## História
A área ao redor de Sekigahara foi parte da tradicional Província de Mino. Em 1600, a Batalha de Sekigahara aconteceu lá. Durante o Período Edo foi um território tenryō diretamente sob o Xogunato Tokugawa, administrada por um hatamoto. Durante as reformas cadastrais pós-Restauração Meiji, a área foi organizada no Distrito de Fuwa, Prefeitura de Gifu. A vila de Sekigahara foi formada em 1 de julho de 1889 com o estabelecimento do sistema de municipalidades moderno, e alcançou o status de cidade em 1 de abril de 1928. Em 1954, Sekigahara anexou a vila de Imasu, bem como parte da cidade vizinha de Tarui. Uma proposta de fusão com a cidade vizinha de Ōgaki foi rejeitada em 2004.

## Geografia
Sekigahara está localizada em um vale montanhoso no extremo-sudoeste da Prefeitura de Gifu, que forma uma passagem natural conectando a Região de Kansai com a Região de Tōkai. As rotas da antiga estrada Nakasendō e a moderna Via-expressa Meishin, bem como as linhas Tōkaidō Shinkansen e a Linha Principal Tōkaidō passam por esta área. A cidade tem um clima caracterizado pelos verões quentes e úmidos, e invernos amenos (Cfa na classificação Köppen). A temperatura anual média de Sekigahara é de 14.4 °C. A pluviosidade média anual é de 1908mm com setembro sendo o mês mais úmido. As temperaturas mais altas ocorrem em agosto, com média de 26.9 °C, e as mais baixas em janeiro, com média de 3.2 °C.  As áreas montanhosas da cidade são famosas pela neve pesada no inverno.
| Dados climáticos para Sekigahara         | Dados climáticos para Sekigahara | Dados climáticos para Sekigahara | Dados climáticos para Sekigahara | Dados climáticos para Sekigahara | Dados climáticos para Sekigahara | Dados climáticos para Sekigahara | Dados climáticos para Sekigahara | Dados climáticos para Sekigahara | Dados climáticos para Sekigahara | Dados climáticos para Sekigahara | Dados climáticos para Sekigahara | Dados climáticos para Sekigahara | Dados climáticos para Sekigahara |
| Mês                                      | Jan                              | Fev                              | Mar                              | Abr                              | Mai                              | Jun                              | Jul                              | Ago                              | Set                              | Out                              | Nov                              | Dez                              | Ano                              |
| ---------------------------------------- | -------------------------------- | -------------------------------- | -------------------------------- | -------------------------------- | -------------------------------- | -------------------------------- | -------------------------------- | -------------------------------- | -------------------------------- | -------------------------------- | -------------------------------- | -------------------------------- | -------------------------------- |
| Média alta °C (°F)                       | 6.7 (44.1)                       | 7.6 (45.7)                       | 11.5 (52.7)                      | 17.9 (64.2)                      | 22.4 (72.3)                      | 25.9 (78.6)                      | 29.5 (85.1)                      | 31.4 (88.5)                      | 27.2 (81)                        | 21.5 (70.7)                      | 15.6 (60.1)                      | 9.8 (49.6)                       | 18.92 (66.05)                    |
| Média baixa °C (°F)                      | −0.3 (31.5)                      | −0.2 (31.6)                      | 2.4 (36.3)                       | 7.6 (45.7)                       | 12.6 (54.7)                      | 17.4 (63.3)                      | 21.7 (71.1)                      | 22.8 (73)                        | 18.9 (66)                        | 12.4 (54.3)                      | 6.6 (43.9)                       | 2.0 (35.6)                       | 10.33 (50.58)                    |
| Média precipitação mm (pol.)             | 140.0 (5.512)                    | 117.8 (4.638)                    | 147.7 (5.815)                    | 164.2 (6.465)                    | 203.2 (8)                        | 272.6 (10.732)                   | 287.1 (11.303)                   | 184.5 (7.264)                    | 250.9 (9.878)                    | 137.3 (5.406)                    | 103.5 (4.075)                    | 116.3 (4.579)                    | 2 125,1 (83,667)                 |
| Queda de neve média cm (pol.)            | 62 (24.4)                        | 45 (17.7)                        | 10 (3.9)                         | 0 (0)                            | 0 (0)                            | 0 (0)                            | 0 (0)                            | 0 (0)                            | 0 (0)                            | 1 (0.4)                          | 0 (0)                            | 28 (11)                          | 146 (57.4)                       |
| Média de dias de precipitação (≥ 1.0 mm) | 15.7                             | 13.7                             | 13.7                             | 11.1                             | 11.5                             | 12.9                             | 13.7                             | 10.4                             | 11.5                             | 9.7                              | 10.5                             | 15.0                             | 149.4                            |
| Média mensal horas de sol                | 114.8                            | 127.2                            | 159.9                            | 181.7                            | 175.9                            | 142.5                            | 153.1                            | 176.8                            | 137.5                            | 150.7                            | 138.7                            | 122.7                            | 1 781,5                          |
| Fonte: Agência Meteorológica do Japão    |                                  |                                  |                                  |                                  |                                  |                                  |                                  |                                  |                                  |                                  |                                  |                                  |                                  |

### Municipalidades vizinhas
- Prefeitura de Gifu[4]
  - Ōgaki
  - Tarui
  - Ibigawa
- Prefeitura de Shiga[4]
  - Maibara.

## Demografia

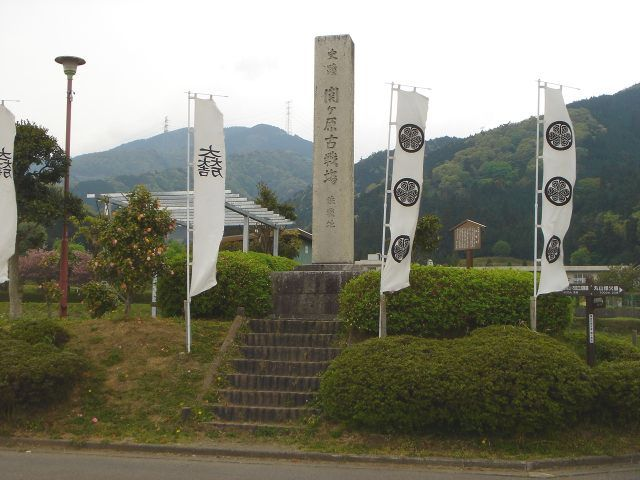
Local da Batalha de Sekigahara

De acordo com dados dos censos japoneses, a população de Sekigahara tem caído nos últimos 40 anos.
| Census Year | Population |
| ----------- | ---------- |
| 1970        | 10,788     |
| 1980        | 10,483     |
| 1990        | 9,544      |
| 2000        | 9,110      |
| 2010        | 8,096      |

## Educação
Sekigahara possui uma escola pública de shōgakkō e uma pública de chūgakkō operadas pelo governo da cidade, e uma escola privada de shōgakkō e chūgakkō. A cidade não possui escola de ensino médio.

## Transportes

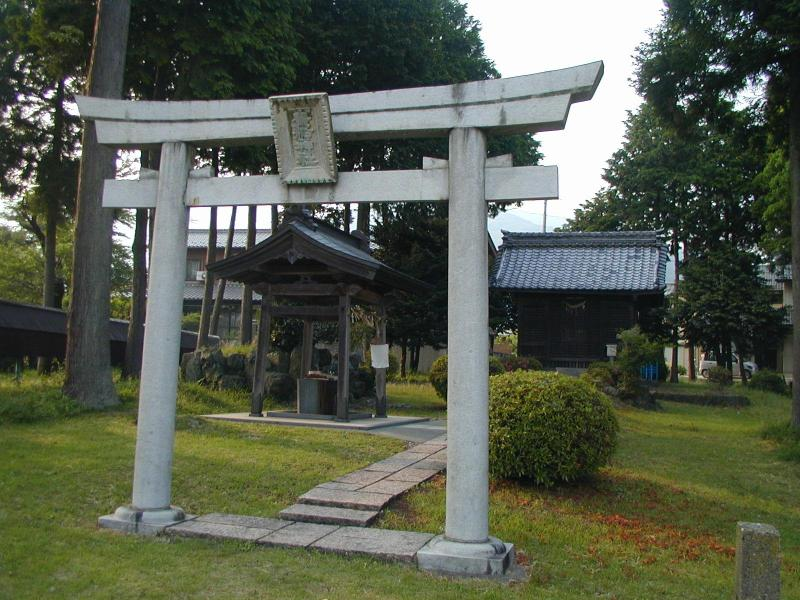
Santuário Comemorativo em Shōgijō

### Ferrovias
- JR Central - Linha Principal Tōkaidō
  - Estação de Sekigahara

### Rodovias
- Via-expressa Meishin
- Rota Nacional do Japão 21[7]
- Rota Nacional do Japão 365[7]

## Cidades irmãs
- - Gettysburg, Pensilvânia, Estados Unidos, desde 2016[8]
- - Waterloo, Bélgica, desde 2017